# 1964-es Formula–1 Solitude nagydíj
Az 1964-es Formula–1 Solitude Nagydíj egy, a világbajnokság végkimenetelébe be nem számító verseny volt az 1964-es Formula–1 világbajnokság során. A versenyt Jim Clark nyerte. Az első körben 7 versenyző esett ki a heves esőzések után létrejött vízátfolyások miatt.

## Végeredmény
| Poz. | Versenyző               | Csapat                      | Konstruktőr        | Idő/Kiesés oka | Rajtrács |
| ---- | ----------------------- | --------------------------- | ------------------ | -------------- | -------- |
| 1    | Jim Clark               | Team Lotus                  | Lotus-Climax       | 1.33:02.2      | 1        |
| 2    | John Surtees            | SEFAC Ferrari               | Ferrari            | + 10.4 s       | 2        |
| 3    | Bob Anderson            | DW Racing Enterprises       | Brabham-Climax     | 19 kör         | 7        |
| 4    | Peter Revson            | Revson Racing (America)     | Lotus-BRM          | 19 kör         | 15       |
| 5    | Jo Bonnier              | Rob Walker Racing Team      | Brabham-BRM        | 19 kör         | 13       |
| 6    | Trevor Taylor           | British Racing Partnership  | Lotus-BRM          | 18 kör         | 9        |
| 7    | Jo Siffert              | Siffert Racing Team         | Brabham-BRM        | 18 kör         | 10       |
| 8    | Carel Godin de Beaufort | Ecurie Maarsbergen          | Porsche            | 18 kör         | 16       |
| 9    | Mike Hailwood           | Reg Parnell (Racing)        | Lotus-BRM          | 16 kör         | 5        |
| 10   | Ernst Maring            | Kurt Kuhnke                 | BKL Lotus-Borgward | 16 kör         | 18       |
| Ki   | Mike Spence             | Team Lotus                  | Lotus-Climax       | Baleset        | 6        |
| Ki   | Innes Ireland           | British Racing Partnership  | BRP-BRM            | Baleset        | 11       |
| Ki   | Graham Hill             | Owen Racing Organisation    | BRM                | Baleset        | 3        |
| Ki   | Joachim Diel            | Kurt Kuhnke                 | BKL Lotus-Borgward | Baleset        | 17       |
| Ki   | Gerhard Mitter          | Team Lotus                  | Lotus-Climax       | Baleset        | 14       |
| Ki   | Chris Amon              | Reg Parnell (Racing)        | Lotus-BRM          | Baleset        | 12       |
| Ki   | Jack Brabham            | Brabham Racing Organisation | Brabham-Climax     | Baleset        | 8        |
| Ki   | Lorenzo Bandini         | SEFAC Ferrari               | Ferrari            | Baleset        | 4        |
| VL   | Dan Gurney              | Brabham Racing Organisation | Brabham-Climax     |                | -        |
| VL   | Richard Attwood         | Owen Racing Organisation    | BRM                |                | -        |